# Unicon语言
Unicon是美国计算机科学家Clint Jeffery及其协作者创建的编程语言，他们包括Shamim Mohamed、Jafar Al Gharaibeh、Robert Parlett等人。Unicon派生自Icon和叫做IDOL的Icon预处理器。相较于Icon，Unicon提供了更好的对操作系统的访问，还支持面向对象编程。Unicon起步于三个流行Icon扩展的合并：叫做Idol的OOP预处理器，POSIX文件系统和网络接口，和ODBC设施。名字是“统一扩展Icon方言”（Unified Extended Dialect of Icon）的简写。

## 特征
相较于Icon，Unicon的很多新特征是对I/O和系统接口的扩展，和补全Icon的核心控制及数据结构。并非提供来自C语言的低层API，Unicon实现了更高层级和更易使用的设施，确使集中于图形和网络的应用的快速开发，是对Icon在文本和文件处理上的核心力量的补充。

## 特征列表
- 类和包
- 异常处理作为类库
- 可装载的子程序
- 子程序监控
- 动态装载C模块（某些平台）
- 多继承，有新颖的语义[1]
- ODBC数据库访问[2]
- dbm文件可以作为关联数组使用
- Posix系统接口
- 3D图形[3]
- 真正并发（在支持Posix线程的平台上）[4]

在作为图形IDE运行的时候，Unicon程序ui.exe继续提供到Icon帮助的链接。
官方Unicon编程书籍是PDF格式的，是学习Unicon的流行方式。这本书包含了对面向对象开发还有UML的介绍。它包括了关于Unicon用于CGI这样主题的有用章节。对Unicon的新进补充包括真正的并发性。

## Unicode
Unicon仍未遵循Unicode。

## 例子代码
```
procedure
 
main
()

	
w
 
:=
 
open
(
"test UNICON window"
,
 
"g"
)

	
write
(
w
,
 
"Hello, World!"
)

	
read
(
w
)

	
close
(
w
)

end

```

## 引用
1. ↑  .   [2021-02-22]. （原始内容存档于2019-04-25）.
2. ↑  .   [2021-02-22]. （原始内容存档于2017-06-01）.
3. ↑   (PDF).   [2021-02-22]. （原始内容 (PDF)存档于2016-05-06）.
4. ↑   (PDF).   [2021-02-22]. （原始内容 (PDF)存档于2019-02-02）.
5. ↑   (PDF).   [2021-02-22]. （原始内容 (PDF)存档于2019-02-02）.
6. ↑  .   [2021-02-22]. （原始内容存档于2018-08-31）.